# 파테코
파테코(1994년 3월 28일 ~)는 대한민국의 음악 프로듀서다. 2020년 싱글 《OHAYO MY NIGHT》로 데뷔했다.

## 방송
- 리슨 업 (2022) - 3위

## 프로듀싱
- WetBoy <너를 부를때...> (2021)그땐 뭐가그리 힘들었